# Verbrand Fort
Het Verbrand Fort is een redoute en natuurgebied in de Belgische gemeente Damme.

## Geschiedenis
De redoute is een onderdeel van de Staats-Spaanse Linies. Het fort is aangelegd in 1703 door Franse troepen.  Het was een vierkante redoute met in het midden een houten uitkijktoren.  Het diende als verdedigingswerk tijdens de Spaanse Successieoorlog en was samen met de redoute Michem (Fort de Courrières) en het fort van Damme, een van de voorposten van het Fort van Beieren.  Het fort is vandaag nog steeds herkenbaar en ligt in de oksel van de Romboutswervedijk en het Schipdonkkanaal, ten zuidwesten van De Siphon.

## Natuurreservaat
In 2001 werd het Verbrand Fort aangekocht door de natuurbeschermingsorganisatie Wielewaal, een voorloper van Natuurpunt, die het terrein van 5 ha beheert.  Het was toen een vochtig weiland met nog een verhevenheid in het midden, waar het voormalige fort zich bevond. Het is er rijk aan water- en weidevogels en in de resten van de grachten vindt men een interessante water- en oevervegetatie.

## Staats-Spaanse Linies
In het najaar van 2011 werd het Verbrand Fort heringericht.  De walgracht werd uitgediept en met de bekomen grond werd de wal van de redoute opnieuw opgeworpen.  De werken kaderden in het Interreg IVa project Forten en Linies in Grensbreed Perspectief en kregen steun van de Vlaamse overheid in het kader van de Groene Fietsgordel Brugge.